# Saalfelden am Steinernen Meer
Saalfelden am Steinernen Meer è un comune austriaco di 16 400 abitanti nel distretto di Zell am See, nel Salisburghese, del quale è centro maggiore; ha lo status di città (Stadtgemeinde).

## Monumenti e luoghi d'interesse
- Castel Ritzen
- Castel Farmach
- Castello di Dorfheim

## Sport
Stazione sciistica specializzata nello sci nordico, è attrezzata con i trampolini del Felix-Gottwald-Schisprungstadion; il maggiore è il Bibergschanze.